# Henri Eberhardt
Henri Eberhardt (Riedisheim, 27 novembre 1913 – Beaune, 4 luglio 1976) è stato un canoista francese.

## Palmarès
- Giochi olimpici

Berlino 1936: argento nel F1 10000 metri.
Londra 1948: bronzo nel K1 1000 metri.